# T2 Trainspotting
T2 Trainspotting is een Britse komische misdaadfilm uit 2017 die geregisseerd werd door Danny Boyle. De film werd gebaseerd op de personages en verhaallijnen uit de Irvine Welsh-romans Trainspotting en Porno, en is een sequel van de cultfilm Trainspotting (1996). De hoofdrollen worden net als in de eerste film vertolkt door Ewan McGregor, Ewen Bremner, Jonny Lee Miller en Robert Carlyle.

## Verhaal
Twintig jaar geleden stal Mark Renton £16.000 van zijn vrienden en bouwde hij een nieuw leven op in Amsterdam. Na een hartaanval besluit de inmiddels 46-jarige Renton om terug naar Edinburgh te keren. Hij is al twintig jaar afgekickt van heroïne, maar zijn leven verloopt nog steeds niet vlekkeloos. Zijn huwelijk is op de klippen gelopen en hij staat op het punt zijn baan te verliezen. Zijn vroegere vrienden wonen nog in Schotland. Daniel "Spud" Murphy is nog steeds verslaafd aan heroïne en is daardoor zowel zijn echtgenote als zoontje kwijtgeraakt. Simon "Sick Boy" Williamson is overgeschakeld op cocaïnegebruik. Hij baat een onsuccesvolle bar uit en verdient samen met zijn Bulgaarse vriendin Veronika geld door mannen te chanteren met seksvideo's. Francis "Franco" Begbie zit in de gevangenis, waar hij razend wordt op zijn advocaat wanneer hij te horen krijgt dat hij niet voorwaardelijk vrijgelaten zal worden.
Renton gaat langs zijn ouderlijk huis, waar zijn vader hem vertelt dat zijn moeder is overleden. Vervolgens gaat hij op bezoek bij Spud en Simon, om zijn schuld in te lossen en oude vriendschapsbanden te herstellen. Terwijl Renton probeert om Spud van zijn verslaving af te helpen, bedenkt hij met Simon en diens vriendin Veronika plannetjes om geld te verdienen. Samen proberen ze ook op frauduleuze wijze EU-subsidies vast te krijgen om de bovenverdieping van Simons bar om te vormen tot een bordeel. Spud ontdekt gaandeweg dat hij een talent voor schrijven heeft en laat zich door Veronika overtuigen om zijn ervaringen met heroïne neer te pennen in memoires.
Begbie, die nog steeds uit is op wraak en Renton dood wenst, weet ondertussen uit de gevangenis te ontsnappen. Op een avond loopt hij Renton in de toiletten van een discotheek tegen het lijf. Renton raakt gewond aan zijn arm, maar weet te ontsnappen door in de parkeergarage op het dak van een rijdende auto te springen. Veronika is de snode plannetjes van Simon en Renton beu en besluit er met de EU-subsidies vandoor te gaan. Ze stelt aan Spud voor om samen te vluchten en de som te delen, maar Spud vreest dat hij zijn deel van het geld enkel aan heroïne zal geven. Veronika stelt daarom voor om zijn deel af te staan aan zijn ex-echtgenote en zoontje. Spud gaat akkoord en helpt haar handtekeningen vervalsen om het geld te verduisteren.
Spud en Veronika worden nadien door Begbie bedreigd. Veronika moet haar telefoon afstaan, waardoor Begbie contact kan opnemen met Renton en hem in de val kan lokken. Hij nodigt hem om middernacht uit in Simons bar. Spud haast zich naar de bar om Renton en Simon te waarschuwen, maar komt net te laat. Begbie probeert Renton te vermoorden, maar wordt uiteindelijk zelf uitgeschakeld door Spud. De drie stoppen Begbie in de kofferbak van Simons auto en parkeren het voertuig voor de poort van de gevangenis van waaruit hij ontsnapt was. Veronika keert terug naar Bulgarije, waar ze herenigd wordt met haar zoontje. Spud staat zijn deel van het geld af aan zijn ex-echtgenote en zoontje, probeert de relatie met hen te herstellen en kanaliseert zijn drugsverslaving door een boek te schrijven. Renton keert terug naar zijn ouderlijk huis, waar hij zijn vader omhelst en vervolgens in zijn slaapkamer luistert naar een remix van Lust for Life.

## Rolverdeling
| Acteur            | Personage                   |
| ----------------- | --------------------------- |
| Ewan McGregor     | Mark "Rent Boy" Renton      |
| Ewen Bremner      | Daniel "Spud" Murphy        |
| Jonny Lee Miller  | Simon "Sick Boy" Williamson |
| Robert Carlyle    | Francis "Franco" Begbie     |
| Kelly Macdonald   | Diane Coulston              |
| Anjela Nedyalkova | Veronika Kovach             |
| Shirley Henderson | Gail Houston                |
| James Cosmo       | Mr. Renton                  |
| Steven Robertson  | Stoddart                    |

## Productie
Reeds in 2009 maakte regisseur Danny Boyle zijn wens bekend om een sequel te maken van Trainspotting (1996), gebaseerd op Irvine Welsh' roman Porno. De film zou zich negen jaar na de gebeurtenissen in Trainspotting afspelen. Desondanks duurde het nog enkele jaren tot het project van de grond kwam. Hoofdrolspeler Ewan McGregor gaf al in 2013 aan dat hij graag wilde terugkeren voor een sequel. Datzelfde jaar verklaarde Boyle dat hij hoopte om de film in 2016 uit te brengen en dat het verhaal gedeeltelijk gebaseerd zou worden op de roman Porno, dat hij echter niet zo'n goed boek vond als Welsh' meesterwerk Trainspotting.
Het scenario werd geschreven door John Hodge, en werd slechts lichtjes gebaseerd op personages en verhaallijnen uit de romans Trainspotting en Porno. Tien jaar eerder was er al eens een scenario voor een Trainspotting-sequel geschreven, maar Boyle vond dat script niet goed genoeg en stuurde het zelfs niet op naar de betrokken acteurs. Boyle hoopte in 2015 nog steeds om de film in 2016 op te nemen én uit te brengen, ter ere van de twintigste verjaardag van de originele film. In december 2015 raakte bekend dat Sony Pictures Entertainment wereldwijd de distributierechten verworven had.
De opnames gingen op 10 maart 2016 van start in Edinburgh en eindigden in mei 2016. Er werd ook gefilmd in Glasgow en Boedapest. Op 22 januari 2017 ging de film in première in Edinburgh. Een maand later volgden de Belgische en Nederlandse release.
De T2 in de titel is een verwijzing naar James Camerons sequel Terminator 2: Judgment Day (1991), die soms afgekort wordt tot T2.

## Soundtrack
De officiële soundtrack van de film werd op 27 januari 2017 uitgebracht. Het bevat nummers van onder meer Blondie, The Clash, The Prodigy en Queen.

### Tracklist
1. Lust for Life (The Prodigy Remix) – Iggy Pop – 3:58
2. Shotgun Mouthwash – High Contrast – 3:58
3. Silk – Wolf Alice – 3:58
4. Get Up – Young Fathers – 3:58
5. Relax – Frankie Goes to Hollywood – 3:58
6. Eventually But (Spud's Letter to Gail) – Underworld en Ewen Bremner – 3:58
7. Only God Knows – Young Fathers feat. Leith Congregational Choir – 3:58
8. Dad's Best Friend – The Rubberbandits – 3:58
9. Dreaming" – Blondie – 3:58
10. Radio Ga Ga – Queen – 3:58
11. It's Like That – Run-D.M.C. vs. Jason Nevins – 3:58
12. (White Man) In Hammersmith Palais – The Clash – 3:58
13. Rain or Shine – Young Fathers – 3:58
14. Whitest Boy on the Beach – Fat White Family – 3:58
15. Born Slippy – Underworld – 3:58